# Fontenois-la-Ville
Fontenois-la-Ville là một xã thuộc tỉnh Haute-Saône trong vùng Bourgogne-Franche-Comté phía đông nước Pháp.